# Lars Björn
Temple de la renommée de l'IIHF : 1998
Temple de la renommée suédois : 2012
Lars Gunnar Raldo Björn, dit Lasse Björn, né le 16 décembre 1931 à Stockholm et mort le 15 août 2024 à Stora Essingen (Stockholm), est un joueur professionnel suédois de hockey sur glace.

## Biographie

### Carrière en club
Lars Björn a remporté l'Elitserien à huit reprises avec le Djurgården Hockey.

### Carrière internationale
Lars Björn a représenté la Suède au niveau international. Il a remporté la médaille d'or au championnat du monde 1953, 1957 et le bronze en 1954 et 1958. Il décroche le bronze aux Jeux olympiques de 1952.

### Famille
Lars Björn est le grand-père maternel de Douglas Murray.